# Barnim X de Poméranie
Pour les articles homonymes, voir Barnim.
Barnim X de Poméranie, ou encore Barnim XII  né à Wolgast le 15 février 1549, – 1er septembre 1603, à Stettin) fut duc Poméranie et membre de la maison de Greifen. Il gouverne à partir de 1569 la région de Rügenwalde et à partir de 1600 jusqu'à sa mort le duché de Poméranie à Szczecin.

## Biographie

### Origine et jeunesse
Barnim X est le 6e enfant du duc Philippe Ier de Poméranie-Wolgast et de son épouse Marie de Saxe. Philippe meurt en 1560 et laisse six fils survivants, dont Barnim: ses frères ainés
Jean-Frédéric (1542–1600), Bogusław XIII (1544–1606) et Ernest-Louis (1545–1592) ainsi qu'un frère cadet Casimir VI (1557–1605). La régence de l'ensemble de la fratrie est confié au grand-sénéchal Ulrich von Schwerin (en) assisté d'un conseil de onze membres.
Barnim X et son frère Ernest-Louis font leurs études à partir de 1563 à l'université de Wittemberg, où ils résident jusqu'en 1565 dans la maison de Martin Luther, le fils homonyme du réformateur Martin Luther. À Wittenberg ils exercent la fonction de Recteur de l'Académie pendant l'été 1564.

### Duc à Rügenwalde puis Szczecin
En 1569 le gouvernement du duché de Poméranie est réorganisé. Le duc Barnim IX (XI), qui ne laisse pas de fils survivant, abdique en faveur de ses petits-neveux Jean-Frédéric et Barnim X. Barnim renonce à la corégence et se met d'accord avec son frère pour régner sur le district de Darłowo. Le 25 juillet 1569, la division de la Poméranie est officialisée par le traité de Jasenitz.
En cette même année 1569 une union avec une princesse polonaise est envisagée pour Barnim mais le projet reste sans suite. À Rügenwalde Barnim gouverne donc à partir de 1569 dans une tranquille solitude avec un train de vie modeste. Le 8 octobre 1581 à Köln an der Spree près de Berlin, il épouse Anne-Marie de Brandebourg (née le 3 février 1567), une fille du prince-électeur Jean II Georges de Brandebourg . Cette union reste stérile. Après la mort de Jean-Frédéric en 1600 Barnim X lui succède comme duc de Poméranie à Szczecin. En 1602 il quitte Rügenwalde pour sa nouvelle capitale Szczecin en laissant comme successeur dans son ancien domaine son jeune frère Casimir VI.
Barnim X doit gouverner la Poméranie-Szczecin dans des conditions financières très difficiles. Jean-Frédéric a vécu largement au-dessus de ses moyens, en laissant des dettes importantes et des domaines engagés à ses créanciers. Barnim tente de réduire les dépenses, ce qui le rend impopulaire. Il meurt dès le 1er septembre 1603 à Szczecin, où il est inhumé dans l'église du château. Il ne laisse aucun d'enfant. Sa veuve Anne-Marie de Brandebourg meurt le 4 novembre 1618 dans son douaire de Wolin et elle est inhumée dans la nécropole de Szczecin. Son jeune frère Casimir VI devait lui succéder comme duc de Poméranie-Szczecin. Toutefois il préfère se désister en faveur de son frère ainé Bogusław XIII, qui à son tour nomme son fils Philippe II comme régent.